# Assist
Flere sportsgrene har en statistik kaldet assist:
- I basketball, ishockey, fodbold og vandpolo er en assist en målgivende aflevering.
- I baseball går en assist til hver defensiv spiller som rører bolden (efter den er blevet ramt af batteren) før der bliver lavet en putout.